# غریزه زبان
غریزه زبان (انگلیسی: The Language Instinct) کتاب استیون پینکر در سال ۱۹۹۴ است که برای مخاطبان عام نوشته شده‌است. پینکر استدلال می‌کند که انسان‌ها با ظرفیت ذاتی برای زبان متولد می‌شوند. او با دلسوزی با ادعای نوآم چامسکی برخورد می‌کند که تمام زبان انسان شواهدی از یک دستور زبان جهانی را نشان می‌دهد، اما با شک چامسکی مبنی بر اینکه نظریه تکاملی می‌تواند غریزه زبان انسان را توضیح دهد مخالف است.